# Mathieu Giroux
Mathieu Giroux (Pointe-aux-Trembles, 3 februari 1986) is een Canadees voormalig shorttracker en langebaanschaatser. Als shorttracker was hij lid van de nationale ploeg. Sinds 2008 nam hij ook als langebaanschaatser aan wedstrijden deel. Zijn grootste prestatie volgde op de Olympische Winterspelen 2010 in Vancouver toen hij met de Canadese achtervolgingsploeg olympisch kampioen werd.

## Carrière
Giroux stond voor het eerst op schaatsen toen hij vijf jaar oud was. Hij bond de ijzers onder bij shorttrackclub Pointe-aux-Trembles. Zijn vader had hem daarheen gestuurd om hem te leren schaatsen voor zijn toekomstige ijshockeycarrière. Dat pakte anders uit aangezien Giroux bleef shorttracken. Bij het shorttracken was zijn favoriete afstand de 1000 meter. Bij het langebaanschaatsen bleek hij een allrounder met sterke 1500 meters en ook aardige lange afstanden (5 en 10 kilometer). Zijn grootste successen, zoals de olympische gouden medaille, won hij echter op de Team Pursuit (ploegenachtervolging).
Giroux is studeerde verder farmacie en deed in 1998 mee aan de nationale kampioenschappen taekwondo.

## Persoonlijke records
| Afstand      | Tijd     | Datum             | Baan           |
| ------------ | -------- | ----------------- | -------------- |
| 500 meter    | 36,27    | 23 januari 2010   | Calgary        |
| 1000 meter   | 1.10,12  | 21 september 2013 | Calgary        |
| 1500 meter   | 1.44,64  | 4 december 2009   | Calgary        |
| 3000 meter   | 3.53,69  | 28 februari 2009  | Calgary        |
| 5000 meter   | 6.24,51  | 12 december 2009  | Salt Lake City |
| 10.000 meter | 13.34,74 | 22 november 2009  | Hamar          |

## Resultaten
| Jaar | CK N-Amerika | WK Allround | Olympische Spelen                |
| ---- | ------------ | ----------- | -------------------------------- |
| 2009 | 7e           |             |                                  |
| 2010 | Brons        | NC14        | 14e 1500m · ploegenachtervolging |
| 2011 | 7e           | NC15        |                                  |

2006: Anesi/Donagrandi/Fabris/Sanfratello ·
2010: Morrison/Giroux/Makowsky ·
2014: Blokhuijsen/Kramer/Verweij ·
2018: Bøkko/Henriksen/Nilsen/Pedersen ·
2022: Engebråten/Kongshaug/Pedersen